# Campionati canadesi di ski cross 2025
I Campionati canadesi di ski cross 2025 si sono svolti a Nakiska il 5 aprile. Il programma ha incluso sia la gara femminile che la gara maschile. 
Trattandosi di competizioni valide anche ai fini del punteggio FIS, vi hanno partecipato anche sciatori di altre federazioni, senza che questo consentisse loro di concorrere al titolo nazionale canadese.

## Risultati

### Uomini
| Pos. | Atleta           | Nazione |
| ---- | ---------------- | ------- |
| 1    | Reece Howden     | Canada  |
| 2    | Jared Schmidt    | Canada  |
| 3    | Kristofor Mahler | Canada  |
| 4    | Gavin Rowell     | Canada  |

### Donne
| Pos. | Atleta           | Nazione |
| ---- | ---------------- | ------- |
| 1    | Courtney Hoffos  | Canada  |
| 2    | Abby McEwen      | Canada  |
| 3    | Roxy Coatesworth | Canada  |
| 4    | Abby Garnsey     | Canada  |